# Desaparición de Amy Fitzpatrick
La desaparición de Amy Fitzpatrick ocurrió el 1 de enero de 2008 en Mijas Costa, España. A las 22 horas de ese día, la adolescente irlandesa de 15 años, Amy Fitzpatrick se despidió de su amiga Ashley Rose, con quien había estado cuidando al hermano de Ashley. Fitzpatrick debería haber llegado a su casa unos minutos más tarde, ya que se encontraba a poca distancia a pie. Nunca llegó a casa y no se ha sabido nada de ella desde esa noche. Este caso tuvo gran repercusión en los medios de comunicación, tanto en España, como en Irlanda.

## Búsqueda inicial
Tras su desaparición, se inició una búsqueda que involucró a cientos de personas en medio de especulaciones de que podría no tratarse de un secuestro.
En agosto de 2008, allanaron la casa del abogado de su madre y su padrastro en la Costa del Sol y robaron un ordenador portátil que se utilizó en la búsqueda de Fitzpatrick. Además, el teléfono móvil Nokia de Fitzpatrick fue robado. El abogado de 32 años, Juan José de la Fuente Teixidó, dijo que los ladrones ingresaron a su propiedad forzando la puerta de un jardín cerrada con llave. Él dijo: “Los documentos robados incluían informes policiales confidenciales sobre la desaparición de Fitzpatrick. Creo que el robo estuvo relacionado con la desaparición de Fitzpatrick. No tiene sentido que se llevaran documentos que financieramente no tienen ningún valor y dejaran atrás todos mis objetos de valor caros como televisores, computadoras y equipos de música".

## Demanda de rescate
En junio de 2009, su madre, Audrey Fitzpatrick recibió una llamada telefónica de un hombre que afirmaba conocer la ubicación de Amy Fitzpatrick. Fitzpatrick describió que la persona que llamó tenía acento africano y le preguntó si era la madre de Fitzpatrick. En un artículo publicado por el periódico de expatriados Euro Weekly News, Audrey dijo:
Él continuó diciendo que sabía dónde estaba. La habían secuestrado y estaba en Madrid y la policía no debía intervenir. Así que acepté, por supuesto. Luego dijo que me llamaría con un nombre y una dirección en dos horas. Cinco horas más tarde, después de sentarme con mi teléfono en la mano y el corazón en la boca, recibí un mensaje de texto para decir, y cito: '¿Puedes pagarnos 500,000 euros ? Sí o no, envíe su respuesta ahora y le enviaremos toda la información que necesita.' El teléfono de este texto es el 672 564 687. También te paso el número al que me llamó: 672 564 681.
Audrey Fitzpatrick comentó que la Guardia Civil y sus investigadores privados dieron seguimiento a estos números, pero ambos eran de prepago y nunca habían sido registrados.

## Investigaciones posteriores
Audrey Fitzpatrick ha contratado a investigadores privados que han estado trabajando en el caso de Fitzpatrick desde 2008. Son los mismos detectives que investigaron la desaparición de Madeleine McCann. En mayo de 2012, se informó que un asesino del hampa irlandés, Eric "Lucky" Wilson, la asesinó. Sus padres creen que esta información en particular es creíble; sin embargo, aún no se ha encontrado un cuerpo. Amy fue vista con un hombre mayor la noche en que desapareció y su familia ahora cree que era Wilson.[cita requerida]
Un informe policial de mayo de 2011 afirma que tres testigos se han presentado alegando que vieron a Amy con una misteriosa mujer rubia en el Trafalgar Bar en el Centro Comercial El Zoco de Calahonda horas después de su último avistamiento informado.

El hermano de Amy, Dean Fitzpatrick, de 23 años, fue asesinado a puñaladas en Dublín, en 2013 en un incidente que involucró a Dave Mahon, el padrastro de Amy. El 6 de mayo de 2016, Dave Mahon fue declarado no culpable de asesinato pero sí culpable del homicidio involuntario de su hijastro, Dean Fitzpatrick y fue condenado a 7 años de prisión.